# Olt Tamás
Olt Tamás (Kaposvár, 1981. szeptember 21. –) Jászai Mari-díjas magyar színművész, író, rendező, színigazgató.

## Élete és pályafutása
2001–2002 között a Nizza Sophia Antipolice Egyetem színház szakán tanult. 2002–2003 között az Eszterházy Károly Főiskola Bölcsészettudományi Karának francia-magyar szakos hallgatója volt. 2003–2006 között a Kaposvári Egyetem Művészeti Főiskolai Kar színész szakán tanult.
2006–2011 között a nyíregyházi Móricz Zsigmond Színház tagja volt. 2011-től a debreceni Csokonai Színház színművésze volt. Három év múltán a Nemzeti Színházhoz szerződött.
2018–2022 között a kaposvári Csiky Gergely Színház művészeti vezetője volt. Mesterdiplomáját a Marosvásárhelyi Művészeti Egyetemen szerezte 2022-ben. 2022-től a Karinthy Színház ügyvezető igazgatója. 2025-ben pályázott a székesfehérvári Vörösmarty Színház igazgatói posztjára.

## Fontosabb szerepek
- Lopahin (Csehov: Meggyeskert)
- Arnolphe (Moliere: Nők iskolája)
- Dimitrij Karamazov (Dosztojevszkij-Crane: Karamazov testvérek)
- Pilátus (Csíksomlyói Passió)
- Petur Bán (Karona József: Bánk Bán)
- Heródes (Szarka Tamás: Mária)
- Árész (Stanislav Wyspianski: Novemberi Éj)
- Vitéz László (Weöres Sándor: Holdbéli csónakos)
- Guiche gróf (Rostand: Cyrano de Bergerac)
- Fejenagy (Petőfi Sándor: A helység kalapácsa)
- VIII. Henrik (Foszter-Mohácsi: I. Erzsébet)
- Simon Péter (Dés-Nemes-Böhm-Korcsmáros-Horváth: Valahol Európában)
- Konferanszié (Kander – Ebb: Kabaré)
- Szaurosz (Tasnádi István: Fédra Fitness)

## Bemutatott színművei
Móricz Zsigmond Színház
- Ülni állni ölni halni (József Attila élete alapján)[7] – 2007
- Liselotte és a május – 2008
- A lélek hossza (Radnóti Miklós élete alapján)[8] – 2009
- Déryné hadművelet – 2010
- Taurin Trauma (Zenés színmű)[9] – 2015
- Új stílusgyakorlatok (társszerző) – 2020

Csokonai Nemzeti Színház
- Absinth (Derűs zuhanás-színmű)[10] – 2013
- Hét randi (Komédia)[11] – 2013

Beregszászi Illyés Gyula Magyar Nemzeti Színház
- Öngyilkosok klubja (Groteszk játék)[12] – 2014

Váci Dunakanyar Színház
- Tetszettek volna forradalmat csinálni (szatíra)[13] – 2014
- Minden kezdet nehéz hát még a versenyzongora (Romantikus komédia)[14] – 2014
- Megadom magam (Musical)[15] – 2016

##### Nemzeti Színház
- Szájon lőtt tigris – 2017

Csiky Gergely Színház
- Koncert, avagy semmi sem tökéletes (Zenés szitkom)[16] – 2018
- Korai menyegző (Színmű)[17] – 2019
- Tüskevár- társszerző (Családi musical)[18] – 2020[18]
- Madagascar (műfordító) – 2021

Győri Nemzeti Színház
- Roxy a világjáró kutya – 2021
- Minden jegy elkelt (Zenés életrajzi tragikomédia)[19] – 2022

#### Gózon Gyula Kamaraszínház
- Déryné hadművelet – 2019

#### Marosvásárhelyi Nemzeti Színház
- Absinth – 2020

##### Zenthe Ferenc Színház
- Hét randi – 2021

##### Papp László Sportaréna
- Mesterkód – 2022

##### Karinthy Színház
- Nagymester – 2023
- A bűvös szék – 2023

## Rendezései
- „Ülni, állni, ölni, halni” – Zenés játék József Attiláról, 2007. Móricz Zsigmond Színház, 2007. Poszt
- Nem viccelek, csak játszom! Pregitzer Fruzsina önálló estje, 2008. Móricz Zsigmond Színház. 2010. Nemzetközi Monodráma Fesztivál, Eger, 2012. Nemzetközi Kaleidoszkóp Fesztivál, a "legeredetibb előadás" díja
- A lélek hossza - Radnóti Miklós emlékére, 2009. Móricz Zsigmond Színház,  2009. Poszt, Off program, 2010. a Nemzetközi Kaleidoszkóp Fesztivál fődíja
- Déryné Hadművelet, avagy a medve nem játék – zenés „faluszínház”, 2010. Móricz Zsigmond Színház
- Noel Coward: Vidám Kísértet, 2010. Nyíregyházi Nyáresték Szabadtéri színpad – Stáb produkció
- Absinth: Derűs zuhanás sanzonokkal, 2013. Csokonai Nemzeti Színház, Debrecen, 2013. V4 Nemzetközi színházi találkozó
- Hét randi – egyfelvonásos, szerelmeses, stendbájmi, 2013. Csokonai Nemzeti Színház, Debrecen, 2014. Thália humorfesztivál, 2014. V4 Nemzetközi színházi találkozó
- Öngyilkosok klubja - groteszk színmű, 2014. Beregszászi Illyés Gyula Magyar Nemzeti Színház
- Tetszettek volna forradalmat csinálni! 2014. Váci Dunakanyar Színház
- Minden kezdet nehéz hát még a versenyzongora - Váci Dunakanyar Színház 2015 -Thália humorfesztivál különdíj
- Taurin Trauma, 2015 – Móricz Zsigmond Színház
- I Love U, de jó vagy légy más-  Móricz Zsigmond Színház 2016
- Szájon lőtt tigris, Nemzeti Színház 2017
- Koncert avagy semmi sem tökéletes, Csiky Gergely Színház 2018
- Korai menyegző, Csiky Gergely Színház 2019
- Tüskevár, Csiky Gergely Színház 2020
- Új stílusgyakorlatok, Móricz Zsigmond Színház, 2020
- Madagaszkár, Csiky Gergely Színház, 2021
- Csárdáskirálynő, Csiky Gergely Színház, 2021
- Korai menyegző c. film /társrendező Vékes Csaba/ 2021
- Minden jegy elkelt, Győri Nemzeti Színház, 2022
- Nagymester, Karinthy Színház, 2023

## Film

##### Színészként
- L'île aux trésors (2007)
- A zsidónegyed (2008)
- A rögöcsei csoda (2014) – tévéfilm
- Kincsem (2017)
- A mi kis falunk (2018–2019) – 2 epizód
- Valami Amerika 3. (2018)
- A fekete emberek (2018) – rövidfilm
- Váltságdíj (2019) – 1 epizód
- Vaják (2019) – 1 epizód
- Korai menyegző (2021)
- Attila, Isten ostora (2022)
- Cella – Letöltendő élet (2023) – minisorozat (1 epizód)
- Lepattanó (2024)

##### Rendezőként
- Korai menyegző (2021)
- Tüskevár tévéjáték (2021)

##### Forgatókönyvíróként
- Korai menyegző (2021)
- Tüskevár tévéjáték (2021)

## Díjak
- Kazinczy-érem (2003)
- Évad-díj (2008)
- Államalapító-díj (2010)
- Kelet-Magyarország nívódíj (2010)
- Thália Alapítvány nívódíj (2011)
- Thália nyakkendő (2013)
- Katona József pályázat alkotói díja (2013)
- Mensáros László-díj (2014)
- Thália humorfesztivál különdíj Archiválva 2020. február 17-i dátummal a Wayback Machine-ben (2016)
- Kaleidoszkóp fődíj (2010, 2017)
- Vidéki színházak fesztiválja Archiválva 2020. augusztus 12-i dátummal a Wayback Machine-ben különdíj (2019)
- legjobb előadás díja és közönségdíj (2021)  20. Győri Könyvszalon / Szeghalmi Balázs Roxy, a világutazó kutya cikke nyomán írta és rendezte Olt Tamás/[20]
- ECU Best European Independent Dramatic Feature díj (2022), /Korai menyegző/ [21]
- Legjobb Film – SEE Film Festival Berlin (2022)
- Különdíj – Bujtor István Filmfesztivál (2022)
- Jászai Mari-díj (2024)